# Arrondissement di Roeselare
L'arrondissement di Roeselare (in olandese Arrondissement Roeselare, in francese Arrondissement de Roulers) è una suddivisione amministrativa belga, situata nella provincia delle Fiandre Occidentali e nella regione delle Fiandre.

## Composizione
L'arrondissement di Roeselare raggruppa 8 comuni:
- Hooglede
- Ingelmunster
- Izegem
- Ledegem
- Lichtervelde
- Moorslede
- Roeselare
- Staden

## Società

### Evoluzione demografica
Abitanti censiti
- Fonte dati INS - fino al 1970: 31 dicembre; dal 1980: 1º gennaio